# Danuta Szaflarska
Danuta Szaflarska (tên đầy đủ là Sophia Danuta Szaflarska, sinh ngày 6 tháng 2 năm 1915 tại Kosarzyska - mất ngày 19 tháng 2 năm 2017 tại Warsaw) là một nữ diễn viên người Ba Lan.

## Học vấn
Bà tốt nghiệp Học viện Nghệ thuật Sân khấu Nhà nước (PIST) ở Warsaw vào năm 1939.

## Sự nghiệp
Szaflarska đã diễn xuất trên sân khấu ở nhiều nhà hát, tiêu biểu là: Teatr na Pohulance (1939-1941) ở Vilnius, Teatr Stary (1945-1946) ở Kraków, Teatr Kameralny ở Łódź (1946-1949), Teatr Współczesny (1949-1957), Teatr Narodowy (1954-1966), Teatr Dramatyczny (1966-1985) và các nhà hát khác ở Warsaw.
Bà cũng là một nữ diễn viên điện ảnh nổi tiếng với hơn 40 bộ phim có sự góp mặt của bà. Nhờ vào những đóng góp xuất sắc cho văn hóa và nghệ thuật, bà đã giành được rất nhiều giải thưởng và huy chương danh dự, trong đó tiêu biểu là Huân chương Polonia Restituta và Huy chương vì Văn hóa - Gloria Artis (2007).

## Đời tư
Sau 2 lần kết hôn, bà có hai người con gái. Con gái đầu của bà với nghệ sĩ piano Jan Ekier tên là Maria. Con gái út của bà với phát thanh viên Janusz Kilański tên là Agnieszka. Szaflarska tròn 100 tuổi vào tháng 2 năm 2015.

## Phim ảnh
- 1946: Dwie godziny
- 1946: Zakazane piosenki
- 1948: Skarb
- 1951: Warsaw Premiere
- 1953: Domek z kart
- 1956: Zemsta
- 1961: Dziś w nocy umrze miasto
- 1961: Ludzie z pociągu
- 1962: The Impossible Goodbye
- 1962: Głos z tamtego świata
- 1967: To jest twój nowy syn

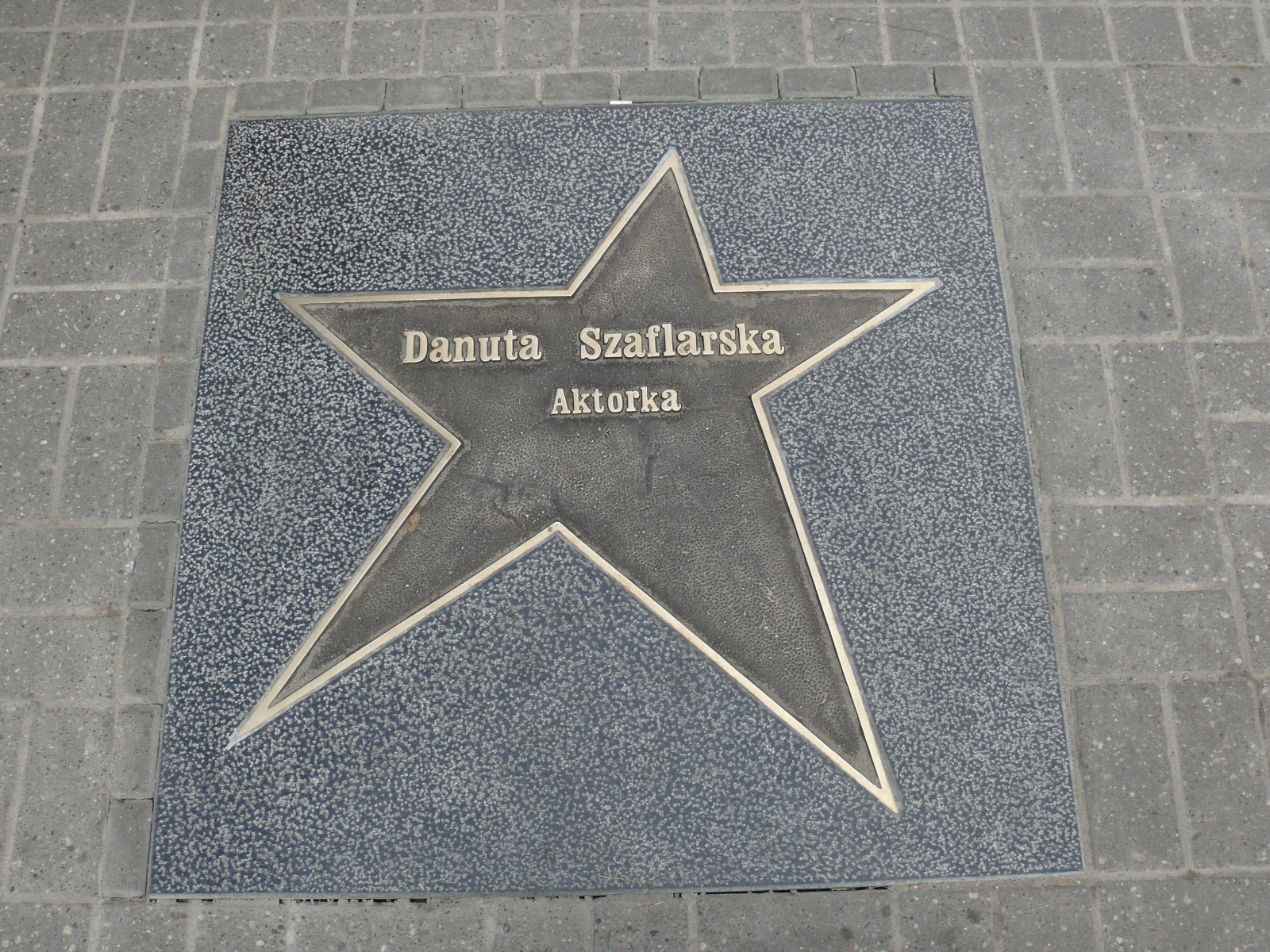
Ngôi sao của Danuta Szaflarska tại Đại sảnh Danh vọng ở Łódź

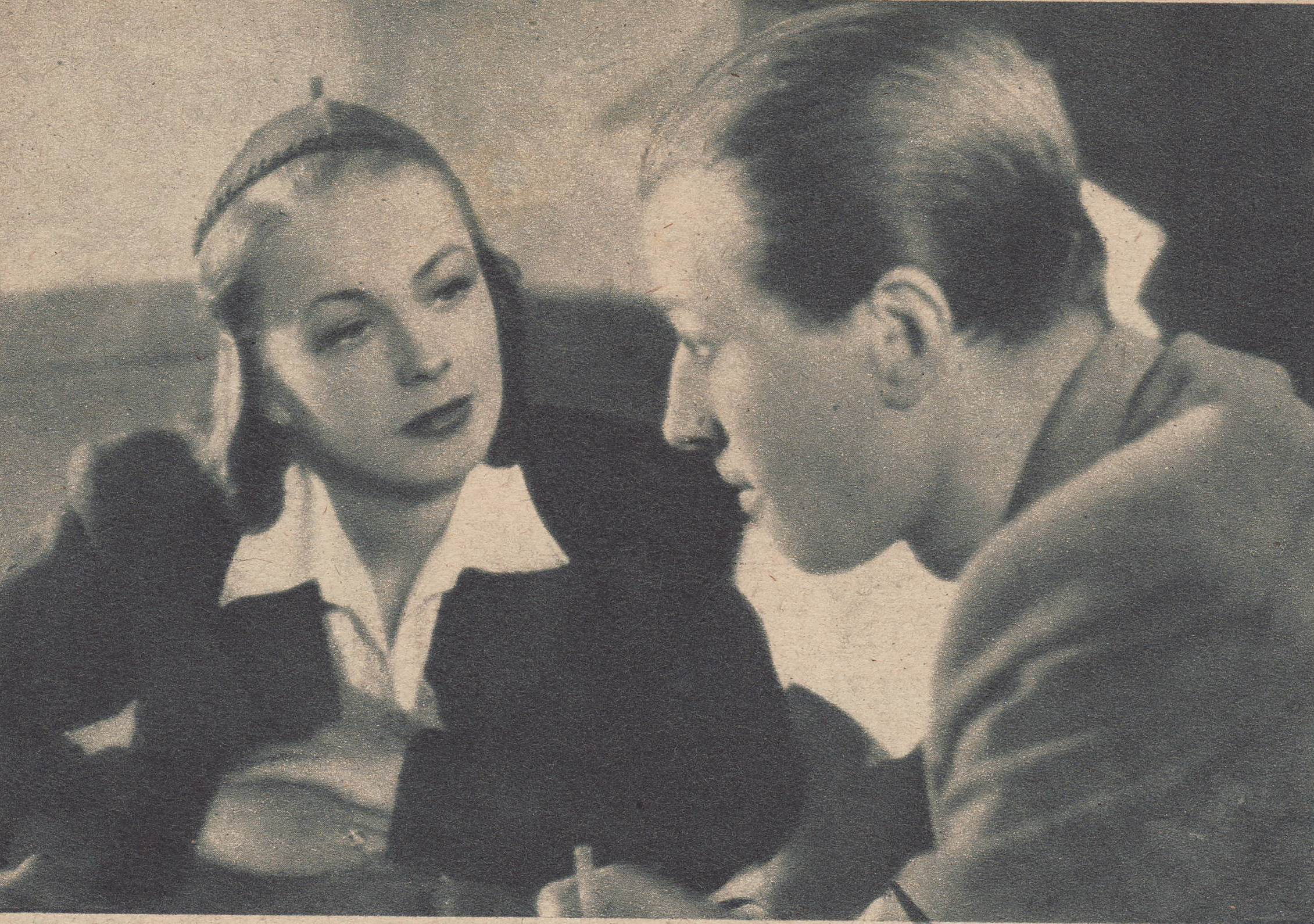
Danuta Szaflarska và Jan Świderski trong phim Zakazane piosenki (1947)

- 1971: Pan Samochodzik i templariusze (TV)
- 1977: Lalka (TV)
- 1978: Umarli rzucają cień
- 1978: Wsteczny bieg
- 1980: The Green Bird
- 1982: Valley of the Issa
- 1984: 5 dni z życia emeryta
- 1986: Pokój dziecinny
- 1989: Babisia
- 1990: Korczak
- 1991: Diabły, diabły
- 1991: Skarga
- 1993: Pajęczarki
- 1993: Pożegnanie z Marią
- 1994: Faustyna
- 1995: Świt na opak
- 1996: Spóźniona podróż
- 1997: Księga wielkich życzeń
- 1998: Nic
- 1998: Siedlisko (TV)
- 1999: Alchemik i dziewica
- 1999: Egzekutor
- 1999: Palce lizać (TV)
- 1999: The Junction
- 1999: Tydzień z życia mężczyzny
- 2000: Nieznana opowieść wigilijna
- 2000: Żółty szalik
- 2001: Listy miłosne
- 2001: The Spring to Come
- 2002: The Spring to Come (TV)
- 2003: Królowa chmur
- 2004: Czwarta władza
- 2007: Ranczo Wilkowyje
- 2007: Pora umierać
- 2008: How Much Does the Trojan Horse Weigh?
- 2008: Before Twilight
- 2009: Ostatnia akcja
- 2009: Janosik. Prawdziwa historia
- 2010: Mała matura 1947
- 2012: Aftermath (Pokłosie)
- 2014: Między nami dobrze jest
- 2015: Anyám és más futóbolondok a családból

### Lồng tiếng Ba Lan
- 1949: Spotkanie nad Łabą.... Janet Sherwood
- 1950: Rada bogów
- 1951: Śmiech w raju
- 1955: Czarna teczka.... Yvonne
- 1955: Pamiętnik majora Thompsona
- 1955: Lady and the Tramp
- 1956: Marynarzu, strzeż się
- 1962: Próba terroru
- 1962: Wspaniały Red
- 1962: Trzy plus dwa
- 1962: Julio, jesteś czarująca.... Julia
- 1963: Miecz i waga
- 1967: Kobiety nie bij nawet kwiatem
- 1968: Nie do obrony
- 1970: Zerwanie
- 1970: Trup w każdej szafie.... Sabrina
- 1971: Elizabeth R.... Kat Ashley
- 1991: Hook.... Wendy Darling
- 1994: Country Life.... Moud
- 2006: Karol: The Pope, The Man.... Mẹ Teresa
- 2007: Enchanted.... Người kể chuyện